# Karungal
Karungal è una suddivisione dell'India, classificata come town panchayat, di 15.832 abitanti, situata nel distretto di Kanyakumari, nello stato federato del Tamil Nadu. In base al numero di abitanti la città rientra nella classe IV (da 10.000 a 19.999 persone).

## Geografia fisica
La città è situata a 08° 14' 16 N e 77° 11' 14 E.

## Società

### Evoluzione demografica
Al censimento del 2001 la popolazione di Karungal assommava a 15.832 persone, delle quali 7.757 maschi e 8.075 femmine. I bambini di età inferiore o uguale ai sei anni assommavano a 1.634, dei quali 809 maschi e 825 femmine. Infine, coloro che erano in grado di saper almeno leggere e scrivere erano 12.496, dei quali 6.395 maschi e 6.101 femmine.